# Wareztuga
Wareztuga foi um site português de fluxo de média de filmes, séries, documentários, animés, entre outros conteúdos. Era até a data do seu encerramento um dos sites portugueses mais acedidos e o site de fluxo de média mais utilizado em Portugal, mesmo apesar de durante muito tempo não aceitar novos registos no site, necessários para a visualização do conteúdo do mesmo.

## História
O Wareztuga foi criado em Portugal no dia 1 de Setembro de 2011, com o objetivo de se tornar na "primeira grande videoteca" do país com acesso gratuito e permitir ao maior número possível de portugueses que acedessem rapidamente e gratuitamente ao maior número de conteúdos que desejassem.
O site foi fechado no dia 3 de Julho de 2015 por decisão da sua equipa de administração. Segundo o comunicado a anunciar o encerramento do site, basearam a decisão devido ao facto do site "ter crescido demais" e de terem sofrido ao longo dos quatro anos da existência do mesmo, ameaças de diversas entidades portuguesas e internacionais por disponibilizarem conteúdos cinematográficos de forma gratuita, para além de terem passado por dificuldades técnicas, bloqueios, eliminação de conteúdos e encerramento de servidores.
Chegou a ser re-activado temporariamente, antes de novo encerro.